# Arndt-Gymnasium Dahlem
Das Arndt-Gymnasium Dahlem (AGD) in Berlin, benannt nach dem Schriftsteller Ernst Moritz Arndt (1769–1860), wurde 1909 als Landschulheim, vor allem für den preußischen Adel, gegründet. Es ist heute eine Schule besonderer pädagogischer Prägung in humanistischer und reformpädagogischer Tradition mit starker musischer, aber auch naturwissenschaftlich-mathematischer Ausrichtung sowie Englisch als erster Fremdsprache. Ganzheitliche Persönlichkeitsentwicklung, eigenmotiviertes und soziales Lernen sind Leitprinzipien. Das AGD beschreibt seine besondere Charakteristik wie folgt: „Das humanistisch orientierte Arndt-Gymnasium Dahlem hat ein ästhetisch-musisches Profil.“

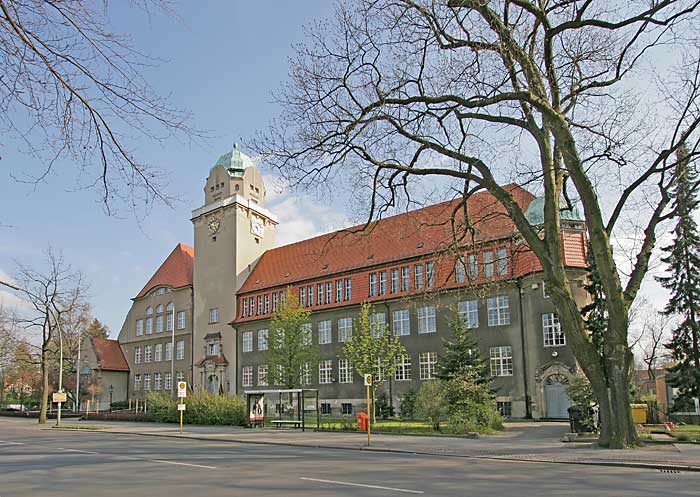
Das Arndt-Gymnasium Dahlem von der Königin-Luise-Straße aus (2008)

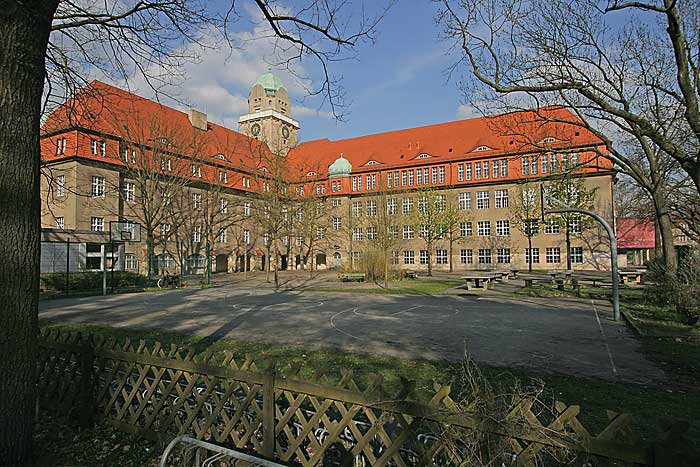
Das Arndt-Gymnasium, gesehen über den Pausenhof mit Basketballplatz hinweg (Frühjahr, 2008)

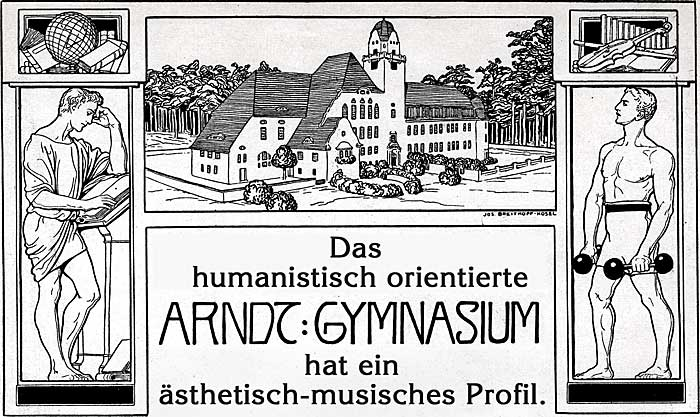
Das heutige programmatische Schulprofil (Text) im Rahmen einer alten Jugendstil-Vignette

## Geschichte
Das Arndt-Gymnasium Dahlem wurde 1908 als privates, elitäres Landschulheim, vor allem für den preußischen Adel, im Geiste der Reformpädagogik im damals noch „weit draußen“ liegenden Dahlem gegründet. Die Bauten des Schulgebäudes selbst sowie der angrenzenden Landschulheime (von Johannes Richter gegründete Richtersche Stiftung), die heute anderen Zwecken dienen, zeigen Merkmale der zeitgenössischen Reformarchitektur mit Anklängen an Neobarock und Neoklassizismus. Die Architekten waren die Brüder Friedrich und Wilhelm Hennings.
Die Zeit der Weimarer Republik und die Zeit des Nationalsozialismus überstand die Schule zumeist neutral, geschützt von der Machtposition seiner Klientel, die sich mehrheitlich aus dem konservativen, aber nicht militant nationalsozialistischen Adel und dem Großbürgertum speiste. Während der Novemberrevolution und der frühen Weimarer Zeit standen Kollegium und Schülerschaft entsprechend stramm auf Seiten der deutschnationalen Reaktion. Nicht nur meldeten sich einige der Schüler zu den Verbänden der Freikorps, es wurden auch jene, die als Freikorps-Angehörige zu Tode kamen, auf der Tafel der Schule für die Gefallenen des Ersten Weltkriegs aufgeführt. Dort sind bis heute neben den Toten der Kriegsjahre 1915–1918 auch solche der Jahre 1919 und 1921 genannt. Im Zweiten Weltkrieg erlitt das Schulgebäude Bombenschäden, die nach dem Kriege zunächst notdürftig repariert wurden. Später wurde der bauliche Originalzustand wiederhergestellt und in stilistischem Kontrast durch zwei Neubauten ergänzt.
Die Nachkriegszeit brachte die Schließung des zunächst noch weiter betriebenen Landschulheims mit sich. Die Schule wurde zur öffentlichen Einrichtung des Landes Berlin, das in den frühen 1970er Jahren auch hier die Reformierte Oberstufe einführte.
Entsprechend dem Berliner Schulgesetz erlangte das AGD den Status einer „Schule besonderer pädagogischer Prägung“ aufgrund eines derzeit noch laufenden Schulversuchs, der die unten beschriebene „Werkstatt ästhetische Bildung“ zum Gegenstand hat. Im Schuljahr 2006/07 kam der „grundständige Zug“ hinzu, das heißt die (begrenzte) Möglichkeit, bereits ab der 5. Klasse auf das Gymnasium überzuwechseln.
Vom 5. bis 11. Oktober 2008 feierte das Arndt-Gymnasium Dahlem sein 100-jähriges Bestehen in einer Festwoche.

## Pädagogische Ausrichtung und Leistung
Wie das programmatische Profil besagt, versteht sich das AGD als ein Gymnasium in humanistischer Tradition. Dies bedeutet, dass junge Menschen klassisches Bildungsgut nahegebracht wird, aber auch, dass der „ganzheitliche Mensch“ herangebildet werden soll, der „Homo universale“ im Sinne der humanistischen Renaissance, also nicht nur der geistig-musische, auch der technisch-pragmatische und der sportliche Mensch. So ist zu verstehen, dass erste Fremdsprache das nützliche Englisch ist, der Latein, Griechisch und Französisch folgen, und dass neben der musischen Bildung auch die naturwissenschaftlich-mathematische und die gesellschaftswissenschaftliche Erziehung, sowie nicht zuletzt die körperliche, vor allem auch draußen in der Natur, gleichermaßen gepflegt werden.
Das Heranwachsen des ganzheitlichen Menschen sowie einer kreativen Persönlichkeit mit jeweils besonderen Begabungen versucht das AGD durch verschiedene fächerübergreifende, projektorientierte Unterrichtsangebote systematisch zu fördern (40 Leistungskurskombinationen sind wählbar).
Gegründet im Geiste der Reformpädagogik, ist der Schule noch heute die Unterstützung eigenverantwortlichen, selbstmotivierten und gemeinschaftlichen Lernens ein besonderes Anliegen. „Lernen, wie man lernt!“ – als Vorbereitung für ein heute unabdingbares lebenslanges Lernen – bleibt verbindliches Motto.

## Sprachenfolge
Erste Fremdsprache ist Englisch. Zweite Fremdsprache ist Latein (ab Klasse 7), im grundständigen Zug ab Klasse 5. Die Schüler dieses Zugs lernen ab Klasse 8 Altgriechisch als 3. Fremdsprache.
Französisch kann als Wahlpflichtfach ab Klasse 8 gewählt werden; in Klasse 10 wird ein Zusatzkurs geboten. Schüleraustausch mit Schulen in Großbritannien, den USA, Frankreich, der Schweiz und Schweden intensiviert die praktischen Sprachkompetenzen.

### Projektfach Englisch – Latein
Resultat der besonderen Bemühungen des AGD, motivationssteigernd zu unterrichten, ist das Projektfach Englisch – Latein. Hier lernen Fünftklässler Englisch und Latein kombiniert mit entsprechenden Synergie-Effekten: die Attraktivität des 'lebendigen' Englisch überträgt sich auf das 'tote' Latein, die lateinische Grammatik-Schulung wird auch für Englisch fruchtbar. Gemeinsam entwickelt man ein Theaterstück und trägt dieses dann – bilingual – vor.

## Naturwissenschaften, Mathematik, Informatik, Computer
Zusätzlich zu den üblichen Angeboten gibt es den Projektunterricht „Natur und Technik“. Hier werden anhand bestimmter, fächerübergreifender Themen bzw. Projekte die verschiedenen naturwissenschaftlich-mathematischen Stoffe zusammengeführt und praxisnah sowie kreativitätsfördernd in Teams aus Schülern und Lehrern unterrichtet. Projekttitel lauteten zum Beispiel: Wetterbeobachtung, Vergleich mit Wetterkarten; Windenergie – Standorte von Windkraftanlagen, Bauformen; Untersuchung von Baustoffen, Baustoffchemie; Herstellung und Untersuchung von Kosmetika; Wir erfinden neu: den Heißluftballon, das Flugzeug.
Besonders kultiviert wird der Informatik-Unterricht sowie der Umgang mit Computern. Programmieren wird theoretisch und praktisch unterrichtet, wobei in Arbeitsgruppen auch Schüler zu Dozenten werden; So ist zum Beispiel die Website der Schule unter maßgeblicher Beteiligung von Schülern programmiert. Selbstverständlich geworden ist die Nutzung des Internets für Recherchen sowie des Computers für beamer-unterstützte Präsentationen.

## Gesellschafts- und Geisteswissenschaften
Geschichte und Politikwissenschaft gehören zu einer Bildung. Ethik ist Pflichtfach, Religion kann gewählt werden, Philosophie hat den Status des Abiturfachs.

### Gedenkstättenfahrten
Die Gedenkstättenfahrten widmen sich besonders der jüngeren deutschen Geschichte. Aufgesucht werden Orte der NS-Diktatur und des Holocaust. Dabei lernen die Schüler aber auch Nachbarländer, vor allem die osteuropäischen, kennen.

### Anbindung an die Wirtschaft
Eine moderne humanistisch-reformpädagogische Bildung vernachlässigt nicht den pragmatischen Gegenwartsbezug zum handwerklichen Tun und zum realen Wirtschaftsleben. Daher sind in Klasse 9 Betriebspraktika eingerichtet.

## Ästhetisch-musische Bildung

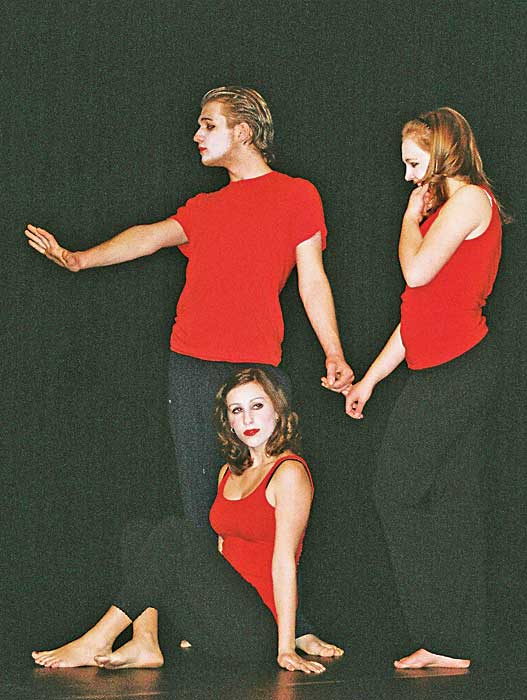
Theateraufführung am AGD. Teil der ausgeprägten Theater-Kultur der Schule

Die ästhetisch-musische Bildung nimmt am AGD eine Schlüsselstellung ein. Sie umfasst die folgenden Fächer und integriert diese dem Spezialangebot „Werkstatt Ästhetische Bildung“.

### Bildende Kunst
Der klassische Kunstunterricht von Klasse 5 – 10 kann in Klasse 10 durch Wahlpflichtkurse Kunst ergänzt werden. In der Oberstufe werden mehrere Kunst-Grund und Kunst-Leistungskurse bis zum Abitur angeboten. Besondere Möglichkeiten in der Anwendung digitaler Medien bieten sich auch durch den Kunst-Fachraum das „Digitale Atelier“. Hier wird die Arbeit mit Computern u. a. als Entwurfs- und Visualisierungswerkzeug angeboten; In CAD-Workshops werden – auch mit Hochbegabten – Erfindungen entwickelt und Gebäude entworfen. Viele Schülerarbeiten aus der Bildenden Kunst sowie Fotos, und Gemälde werden in Ausstellungen präsentiert.

### Musik und Darstellendes Spiel
Dem Musik-Unterricht gilt am AGD besondere Aufmerksamkeit. Es gibt mehrstufige Schulorchester, Klassenorchester und -Ensembles, Big-Bands und Chöre. Regelmäßig finden Musikaufführungen statt.
Grundlage der musikalischen Ausbildung ist die Klassik. Die Schule verfügt über eine Aula mit Orgel. Die United Big Band unter Leitung von Martin Burggaller und Martin Krümmling gewann 2018 die Bundesbegegnung Jugend jazzt und damit den Jazzpreis des Deutschen Musikrates. Weitere Jazz-Orchester des AGD haben Preise gewonnen, kooperieren mit Jazz-Musikern wie Till Brönner und treten auch außerhalb der Schule auf. Rock-Musik wird in Arbeitsgruppen geübt und ist in die Schulaufführungen integriert.
„Darstellendes Spiel“, also Theaterunterricht, kann als Abiturfach gewählt werden.

### Werkstatt Ästhetische Bildung
Aus dem „Darstellenden Spiel“ entwickelte sich die „Werkstatt Ästhetische Bildung“, in der die verschiedenen Sparten der musischen Bildung in Theater- und Tanztheater-Projekten gebündelt werden. Schauspiel, Musik, Bildende Kunst und Deutsch-Unterricht kommen hier also zusammen, und bilden ein Forum für team-orientiertes Lernen, in dem der Schüler seine Fähigkeiten der gestischen und sprachlichen (Selbst-)Präsentation trainiert.

## Sport
Am AGD wird neben üblichem Sportunterricht Training in Rugby, Tennis und Skifahren angeboten.
Ein großer Sportplatz mit weichem Kunststoffbelag grenzt an Schule und Pausenhof an. Nur eine Sporthalle steht derzeit zur Verfügung, da die Zweite als Lehrerzimmer genutzt wird, bis das Raumproblem der Schule gelöst ist; ferner das Haus der Ruderer am Kleinen Wannsee. Teil des Pausenhofes ist ein Basketball-Platz.

### Rudern
Eine herausragende Stellung nimmt das Rudern auf den Gewässern rings um Berlin ein, auch das mehrtägige Wanderrudern gehört zur Schultradition. Die Schule verfügt als Mitglied im Schülerruderverband Wannsee mit über dessen Bootshausanlage am Kleinen Wannsee.

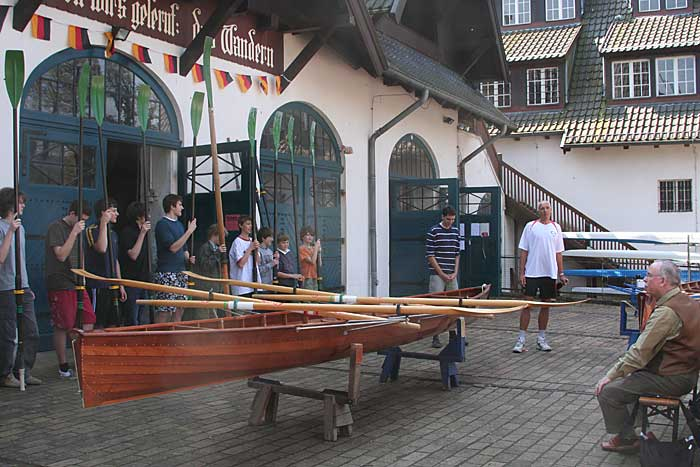
Taufe eines Ruderboots vor dem Ruderer-Haus des AGD (heute...)
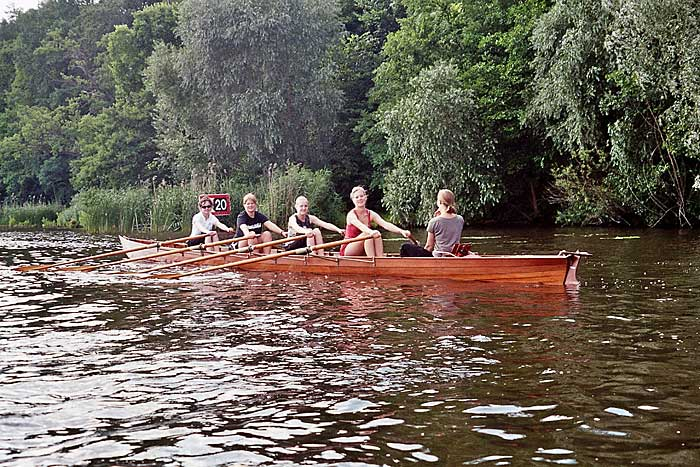
Ruderboot des AGD, unterwegs auf den Gewässern rund um Berlin

## Lehrer und Schüler
Die 65 Lehrer sind etwa gleich auf beide Geschlechter verteilt. Fünf Studienreferendare und ein Schulhelfer sind im Einsatz. Schulleiterin ist Claudia Lehmann-Schmidkunz, stellvertretender Schulleiter Mike Rockelmann.
Circa 700 Schüler werden am Arndt-Gymnasium unterrichtet. In der Sekundarstufe I (Klasse 5–10) gibt es circa 15 Klassen. Die Klassenfrequenz beträgt durchschnittlich 31. In der Sekundarstufe II (Klasse 11–12) gibt es in den Jahrgängen 11 und 12 55 Grundkurse und 25 Leistungskurse im Programm, wobei 45 LK-Kombinationen wählbar sind. Zur Pflege internationaler Kontakte hat das Arndt-Gymnasium 15 Gastschüler.
Die Schule wird von dem Verein „Freunde des Arndt-Gymnasiums e. V. Alte Arndter“ unterstützt. Dieser gibt die Zeitschrift die Dahlemer Blätter, die Zeitung der Schule heraus. Jährlich findet das Ehemaligentreffen am Dahlemer Tag statt.

### Bekannte Schüler
- Cyrus Atabay (1929–1996), iranischer Schriftsteller
- Michael Braun (* 1956), Abitur 1974, Mitglied des Berliner Abgeordnetenhauses
- Hellmut Becker, Jurist und Bildungslobbyist, Abitur 1932
- Maurus Berve OSB (1927–1986), Benediktinermönch und Abt der Abtei Neuburg bei Heidelberg
- Carl-Ernst Büchting (1915–2010), Abitur 1934, Agrarwissenschaftler und Unternehmer
- Dirk Cornelsen (1940–2021), Journalist, Buchautor und Rezitator
- Ina Czyborra (* 1966), Mitglied des Berliner Abgeordnetenhauses
- Annette Dasch (* 1976), Abitur 1995, Sopranistin
- Wolfgang H. Fritze (1916–1991), Abitur 1934, Historiker und Hochschullehrer
- Martina Gedeck (* 1961), Schauspielerin
- Michael Gebühr (1942–2021), Abitur 1961, Prähistoriker
- Hanno Hahn (1922–1960), Abitur 1940, Kunsthistoriker und Architekturforscher, einziger Sohn des Chemikers Otto Hahn
- Franz Freiherr von Hammerstein-Equord (1921–2011), Abitur 1940, evangelischer Theologe
- Mathias Hirsch (* 1942), Abitur 1963, Psychiater, Psychoanalytiker und Autor
- Gert Hoffmann (* 1946), Abitur 1967, Verwaltungsjurist und Politiker
- Jens Jessen (* 1955), Journalist und Publizist
- Hans Joachim Koehler (1917–1997), Hippologe
- Fritz G. A. Kraemer (1908–2003), Abitur ca. 1926, Geostratege im US-Verteidigungsministerium von 1948 bis 1978
- Lukas Krieger, Abitur 2007, Mitglied des Bundestages, Rechtsanwalt
- Rolf Otto Lahr (1908–1985), Jurist, Diplomat, Botschafter der Bundesrepublik Deutschland
- Carl Lahusen (* 1922), Abitur 1939, Diplomat
- Ulman Lindenberger (* 1961), Abitur 1979, Psychologe
- Bernhard zur Lippe-Biesterfeld (1911–2004), Abitur 1929, Prinz der Niederlande, Prinzgemahl der Juliana von Oranien-Nassau, Königin der Niederlande
- Alexander Marcus (* 1972), Abitur 1990, Sänger
- Hans-Otto Meissner (1909–1992), Abitur 1929, Diplomat und Schriftsteller
- Felix Mundt (* 1973), Abitur 1992, Altphilologe und Hochschullehrer
- Hans Joachim Pabst von Ohain (1911–1998), Abitur 1930, Physiker, Strahltriebwerks-Forscher und -Erfinder[5]
- Günther Paulus (1898–1976), Architekt
- Andreas Pilger (1910–1997), Geologe und Hochschullehrer
- Lothar Pretzell (1909–1993), Kunsthistoriker, in der NS-Zeit Leiter des Salzburg Museums
- Karl-Georg Pulver (1930–2019), Abitur 1947, Anästhesiologe
- Heinrich Christian Graf zu Rantzau (1922–2001), Schriftsteller
- Hemant Sagar (* 1957), Modeschöpfer
- Christian Schwarz-Schilling (* 1930), Abitur 1950, ehemaliger Bundesminister für Post und Telekommunikation
- Jürgen Schwericke (1931–2017), Abitur 1950, Politiker
- Otto Soltmann (1913–2001), Diplomat
- Ernst Werner Techow (1901–1945), 1922 beteiligt am Attentat auf den Außenminister Walter Rathenau
- Harald Vocke (1927–2007), Diplomat, Schriftsteller, Übersetzer und Journalist
- Dietrich Wachsmuth (1925–2007), Klassischer Philologe und Hochschullehrer
- Wolf Wegener (* 1933), Abitur 1951, Jurist und Unternehmer
- Karl-Georg Wellmann (* 1952), Abitur 1972, Mitglied des Bundestags
- Alexander Werth (1908–1973), Abitur 1927, Jurist
- Johann Wilhelm Zanders (1899–1978), Papierfabrikant

### Schulleiter und Lehrer
- Fritz Feyerherm (1935–2008) unterrichtete Latein und Altgriechisch. Daneben war er Rugby-Union-Nationalspieler, -Schiedsrichter und Sportfunktionär.
- Carl Kappus (1879–1951), Sprachwissenschaftler, Oberstudiendirektor 1929–1949
- Andreas Bruno Wachsmuth (1890–1981), Germanist und Literaturwissenschaftler, unterrichtete ab 1928 an dem Gymnasium und war von 1949 bis 1956 dessen Direktor. Von 1950 bis 1971 war er Präsident der Goethe-Gesellschaft.

## Besondere Angebote
Das AGD bereichert sein normales Programm durch mehrere besondere Angebote.

### Hochbegabten-Förderung
Das AGD nimmt am Berliner Programm zur Förderung von Hochbegabten teil. Dabei engagiert sich besonders der Fachbereich Kunst, der „junge Erfinder“, insbesondere durch CAD-Training, unterstützt. Auch die Naturwissenschaftler bieten Kurse, speziell für mathematisch Hochbegabte.

### Internationale Kontakte
Teil der Nachkriegstradition sind internationale Kontakte, die in Form von Reisen und Gegenbesuchen mit Großbritannien, den USA, Frankreich, der französischsprachigen Schweiz und dem englischsprachigen Schweden unterhalten werden.

### Mediations-AG
Seit dem Erfurt-Massaker wird eine „Mediations AG“ betrieben, in der Schüler und Lehrer in Sachen Konfliktmanagement professionell ausgebildet werden und ihre Kenntnis schulintern anwenden.

## Technische Ausstattung

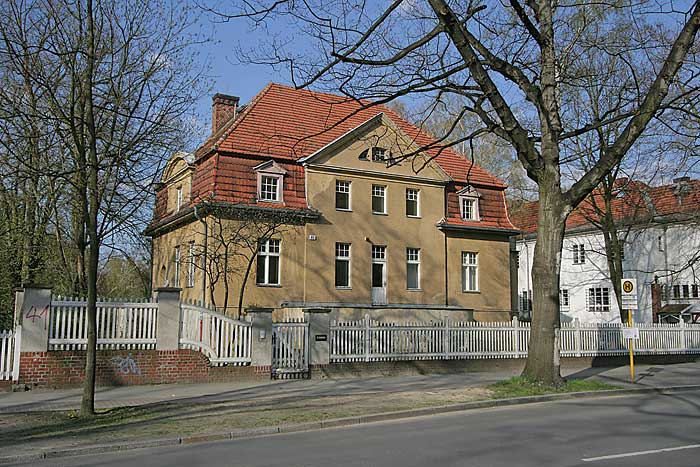
Das ehemalige Direktorenhaus des AGD, in dem heute die Informatiker untergebracht sind

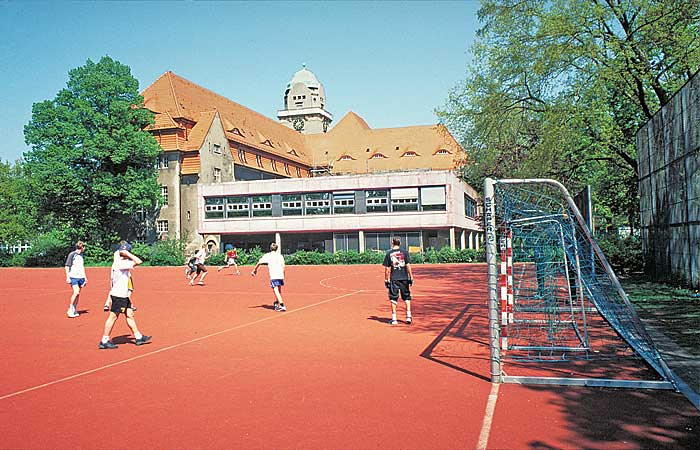
Das AGD von Süden, mit Sportplatz

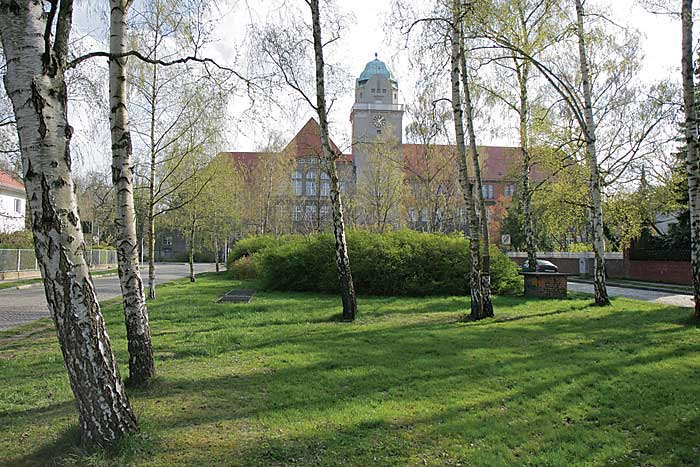
Das AGD von Norden, im grünen Berliner Villenviertel Dahlem gelegen

### Schulräume
Das AGD verfügt über 80 Räume, wovon 67 Unterrichtsräume und 22 Fachräume für (Physik, Chemie, Biologie, Erdkunde, Kunst, Musik) sind. Hinzu kommt die Schulbibliothek und ein großer, begrünter Pausenhof, der an den Sportplatz grenzt.

### Computer-Räume
Vier voll ausgestattete Computerräume finden sich am AGD, in der vor allem der Informatik-Unterricht stattfindet.

## Lage und Verkehrsanbindung
Das AGD liegt im Villen-Vorort Dahlem, in dem sich unweit auch die Freie Universität Berlin befindet. Verkehrstechnisch ist die Schule durch den U-Bahnhof Dahlem-Dorf und Bus-Linien auf der Königin-Luise-Straße und der Clayallee angebunden.
Vor dem Gymnasium befand sich ab 1905 der westliche Endpunkt der Straßenbahn der Gemeinde Steglitz. Nachdem diese 1920 in der Berliner Straßenbahn aufging, wurde sie bis 1959 von der Linie 40 bedient und anschließend eingestellt.

## Finanzierung
Das AGD wird hauptsächlich vom öffentlichen Träger finanziert. Auch die „Alten Arndter“ tragen durch ihre Spenden bei.